# 12151 Oranje-Nassau
12151 Oranje-Nassau este un asteroid din centura principală de asteroizi.

## Descriere
12151 Oranje-Nassau este un asteroid din centura principală de asteroizi. A fost descoperit pe 25 martie 1971 la Observatorul Palomar de Cornelis Johannes van Houten, Ingrid van Houten-Groeneveld și Tom Gehrels. Asteroidul prezintă o orbită caracterizată de o semiaxă mare de 2,43 ua, o excentricitate de 0,14 și o înclinație de 1,5° în raport cu ecliptica.